# 石牆樹

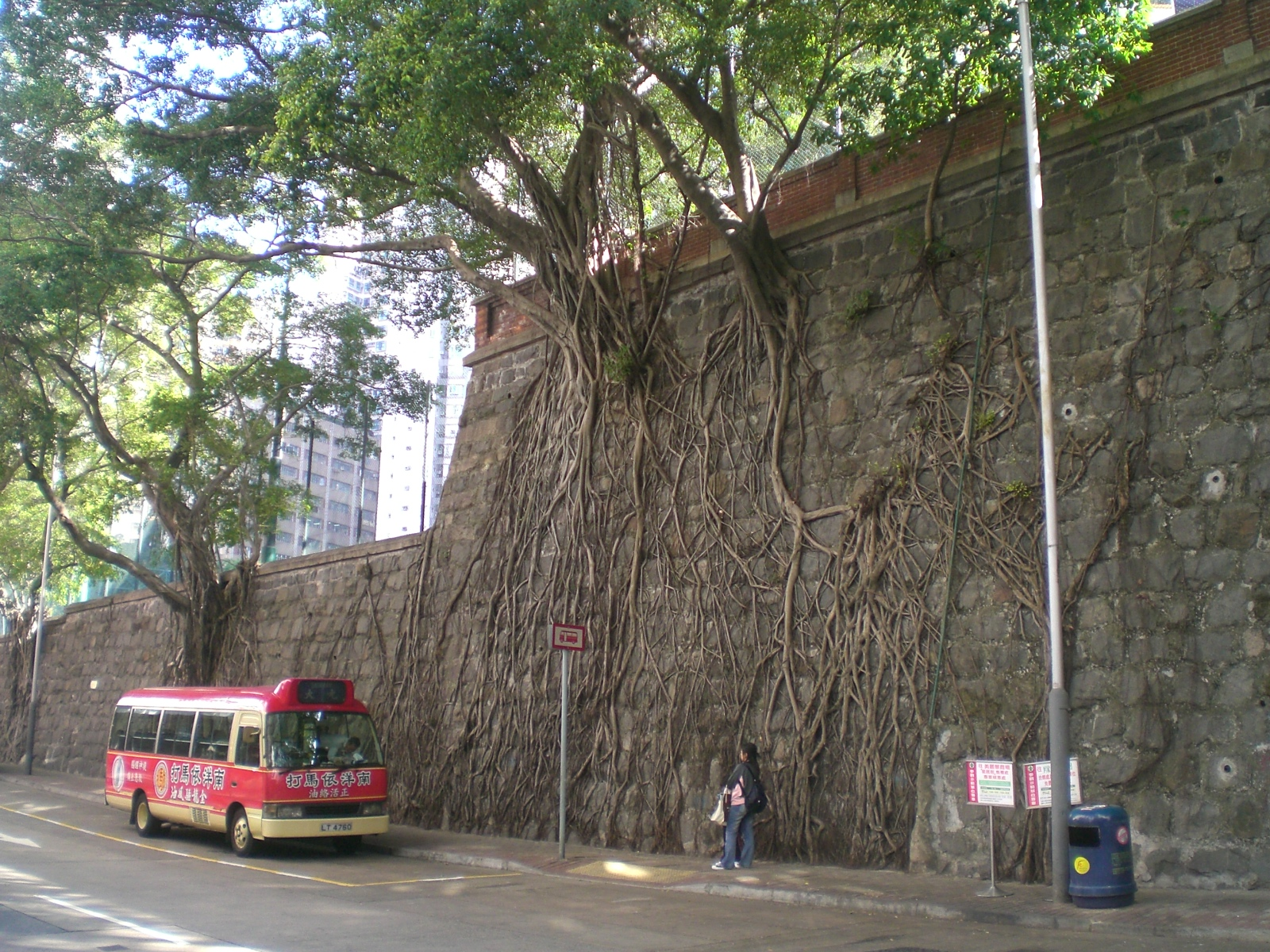
香港堅尼地城科士街石牆樹

石牆樹，又稱古牆樹或石澗榕，是指從石牆縫中長出來的樹木。早期的石牆由於石塊之間有縫，因此榕樹等生命力頑強的種子就會從石縫中長出苗來。這些樹苗雖然長在路旁的石牆上，但由於沒有妨礙人車，也可以抓牢石牆令土坡更加鞏固，因此一直沒有人着意清理。過了一般長時間後，就會生成高大的石牆樹。
石牆樹也為鳥類及各種昆蟲提供棲生之所，城市密度較高，石牆樹對保持市區內的物種多樣性甚為重要。
此外，石牆樹可抓緊石牆，吸收石牆內的水分，使石牆更加鞏固，較難因積水過多而崩塌。